# Sternwarte Simplon-Adler

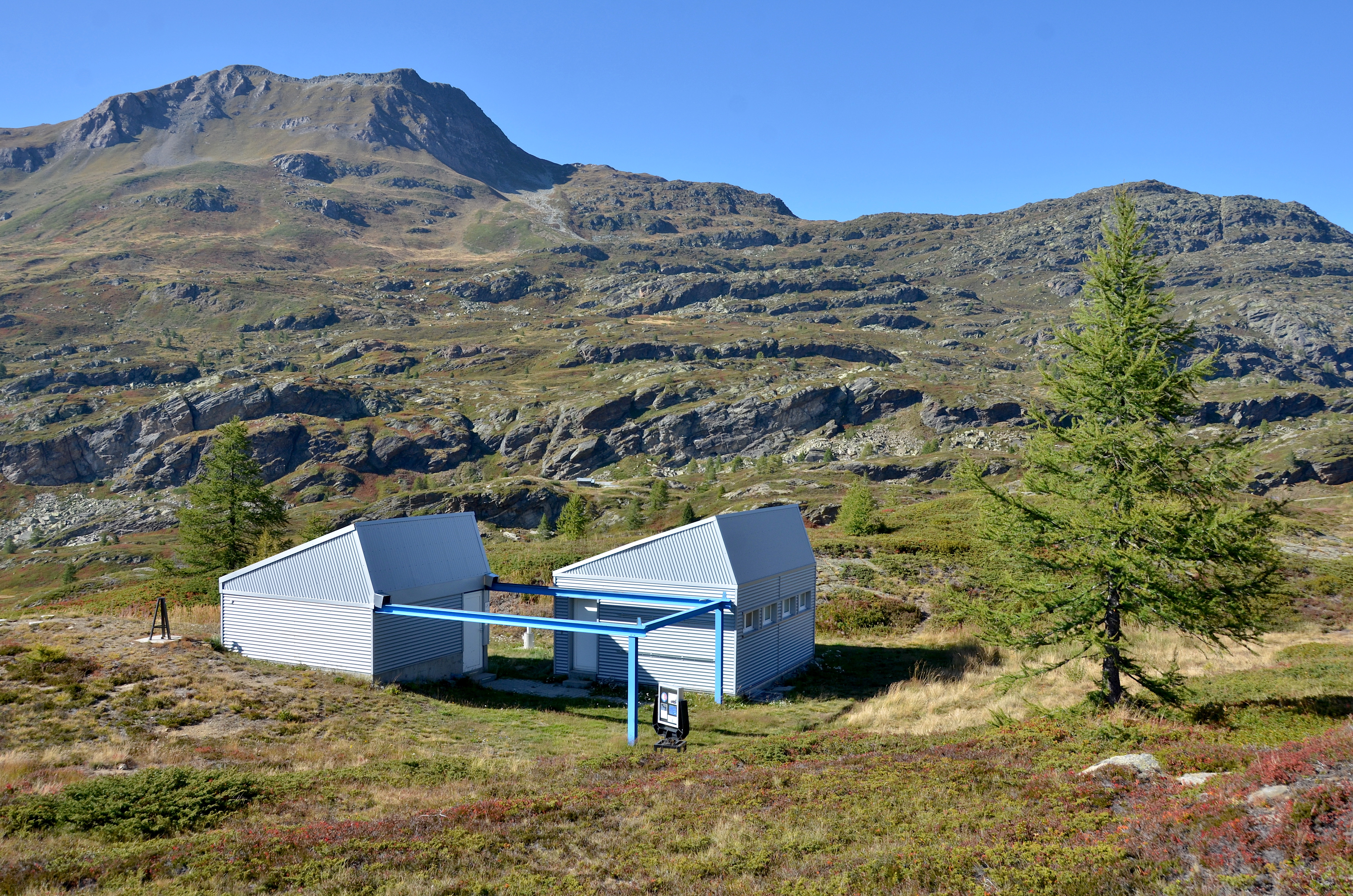
Die Sternwarte Simplon-Adler auf dem Simplonpass

Die Sternwarte Simplon-Adler steht auf dem Simplonpass im Schweizer Kanton Wallis auf exakt 2000 m ü. M. Höhe.
Die Sternwarte umfasst einen Beobachtungsraum mit Schiebedach sowie einen Schulungs- und Aufenthaltsraum für bis zu 25 Personen. Sie ist das ganze Jahr zugänglich und wird von der Astronomischen Gesellschaft Oberwallis (AGO) betrieben.

## Instrumentarium
- Schmidt-Cassegrain Meade LX 200 16° f/10; Spiegeldurchmesser 406 mm; Brennweite 4060 mm. Parallaktische Montierung
- Refraktor Borg ED101 Apo f/6.4 Durchmesser 100 mm und Brennweite 640 mm